# Nicolás Arriola
Nicolás Allen Arriola Green (* 26. Juni 1998) ist ein Leichtathlet aus Guatemala, der sich auf den Weitsprung spezialisiert hat und aktuell Inhaber des Landesrekordes ist.

## Sportliche Laufbahn
Erste internationale Erfahrungen sammelte Nicolás Arriola im Jahr 2015, als er bei den Zentralamerikameisterschaften in Managua mit 11,10 s und 22,20 s jeweils in der Vorrunde im 100- und 200-Meter-Lauf ausschied. Im Jahr darauf gewann er bei den Juniorenzentralamerika- und Karibikmeisterschaften in San José mit 7,05 m die Silbermedaille im Weitsprung und anschließend belegte er bei den U23-NACAC-Meisterschaften in San Salvador mit 7,26 m den sechsten Platz. 2017 wurde er bei den Zentralamerikameisterschaften in Tegucigalpa mit 6,84 m Sechster und im Jahr darauf gewann er bei den Zentralamerikameisterschaften in Guatemala-Stadt mit 7,24 m die Bronzemedaille hinter dem Panamaer Juan Mosquera und Becker Jarquin aus Nicaragua. 2019 gelangte er bei den U23-NACAC-Meisterschaften in Santiago de Querétaro mit 6,51 m auf den 16. Platz und 2021 belegte er bei den Zentralamerikameisterschaften in San José mit 7,24 m den sechsten Platz. Im Jahr darauf wurde er bei den NACAC-Meisterschaften in Freeport mit 6,96 m Elfter und 2023 gewann er bei den Zentralamerikameisterschaften in San José mit 7,67 m die Silbermedaille hinter dem Costa Ricaner Rasheed Miller, ehe er bei den Zentralamerika- und Karibikspielen in San Salvador mit 7,30 m den vierten Platz belegte.
In den Jahren 2021 und 2022 wurde Arriola guatemaltekischer Meister im Weitsprung.

## Persönliche Bestleistungen
- Weitsprung: 6,36 m (+0,4 m/s), 14. Juli 2018 in Guatemala-Stadt (Landesrekord)
  - Weitsprung (Halle): 5,94 m, 8. Februar 2019 in Houston (Landesrekord)
- Dreisprung: 13,72 m (0,0 m/s), 23. Juni 2018 in San Salvador (Landesrekord)
  - Dreisprung (Halle): 13,28 m, 8. Februar 2019 in Houston (Landesrekord)